# Robsonius
A Robsonius a madarak osztályának verébalakúak (Passeriformes) rendjébe és a tücsökmadárfélék (Locustellidae) családjába tartozó nem.
Egyes rendszerezések a Pellorneidae illetve a timáliafélék (Timaliidae) családjába sorolják.

## Rendszerezés
A nembe az alábbi 3 faj tartozik:
- Robsonius rabori
- Robsonius sorsogonensis
- Robsonius thompsoni